# Трапезоидно правило
Трапезоидним правилом се служимо када нас интересује приближна вредност неког одређеног интеграла {\displaystyle \int _{a}^{b}f(x)dx}. Идеја која стоји иза овог правила је апроксимација функције {\displaystyle f(x)} дужи од тачке {\displaystyle (a,f(a))} до {\displaystyle (b,f(b))}. Она је једна од Њутн-Коутс формула. Оно је једно од најчешћих правила које срећемо у пракси, пре свега због своје једноставности, а посебно је погодна за периодичне функције.
{\displaystyle f(x)\approx {\frac {f(b)-f(a)}{b-a}}\cdot x+f(a)}
{\displaystyle \int _{a}^{b}f(x)dx\approx \int _{a}^{b}{\frac {f(b)-f(a)}{b-a}}\cdot x+f(a)dx}
{\displaystyle \int _{a}^{b}f(x)dx\approx (b-a){\frac {f(a)+f(b)}{2}}}

## Историја
У извештају из 2016. године наводи се да је трапезоидно правило било кориштено у Вавилону, 50. године пре Исуса Христа, за интеграцију брзине Јупитера дуж еклиптике.

## Грешка
Грешка при оваквој апроксимацији је:
{\displaystyle \left|E_{T}\right|\leq {(b-a)^{3} \over 12}\max _{a\leq \xi \leq b}{\left|f''(\xi )\right|}}
До овог резултата смо дошли путем Тејлорових редова.
Тејлоров ред функција око тачке {\displaystyle a\,} изгледа овако:
{\displaystyle f(x)=f(a)+(x-a)f'(a)+{\frac {(x-a)^{2}f''(a)}{2!}}+\dots }
Односно за тачку {\displaystyle b\,}:
{\displaystyle f(b)=f(a)+(b-a)f'(a)+{\frac {(b-a)^{2}f''(a)}{2!}}+\dots }
Применимо трапезоидно правило на интеграл (апроксимација интеграла је обележена црвеном бојом, а тачан интеграл плавом):
{\displaystyle {\color {blue}\int _{a}^{b}f(x)dx}\approx {\color {red}{\frac {h}{2}}(f(a)+f(b))}={\color {red}{\frac {h}{2}}(f(a)+\underbrace {f(a)+(b-a)f'(a)+{\frac {(b-a)^{2}f''(a)}{2!}}+\dots } _{f(b)})}}
Погледајмо прецизан интеграл:
{\displaystyle {\color {blue}\int _{a}^{b}f(x)dx}={\color {blue}\int _{a}^{b}\underbrace {f(a)+(x-a)f'(a)+{\frac {(x-a)^{2}f''(a)}{2!}}+\dots } _{f(x)}dx}}
{\displaystyle ={\color {blue}\int _{a}^{b}f(a)dx+\int _{a}^{b}(x-a)f'(a)dx+\int _{a}^{b}{\frac {(x-a)^{2}f''(a)}{2!}}dx+\int _{a}^{b}\dots dx}}
{\displaystyle ={\color {blue}(b-a)f(a)+{\frac {(b-a)^{2}f'(a)}{2}}+{\frac {(b-a)^{3}f''(a)}{6}}+\dots }}
Њихова разлика је наравно грешка:
{\displaystyle {\color {blue}\int _{a}^{b}f(x)dx}-{\color {red}{\frac {h}{2}}(f(a)+f(b))}=}
{\displaystyle ={\color {blue}(b-a)f(a)+{\frac {(b-a)^{2}f'(a)}{2}}+{\frac {(b-a)^{3}f''(a)}{6}}+\dots }}
{\displaystyle -{\color {red}{\frac {h}{2}}(f(a)+f(a)+(b-a)f'(a)+{\frac {(b-a)^{2}f''(a)}{2!}}+\dots )}=}
{\displaystyle =-{\frac {(b-a)^{3}}{12}}f''(a)+\dots }
Очигледно је да за {\displaystyle h\geq 1\,} грешка расте до бесконачности (јер је реч о бесконачном Тејлоровом реду!), али за {\displaystyle h<1\,} је све мања што „се даље иде“. Зато је најчешће овај израз једино и записан као једини релевантан.

## Сложено трапезоидно правило
Када смо незадовољни резултатом, интервал можемо поделити на више мањих, за сваки појединачно израчунати приближну вредност интеграла трапезоидним правилом и после их све заједно сабрати.
Тиме добијамо сложено трапезоидно правило:
{\displaystyle \int _{a}^{b}f(x)\,dx\approx {\frac {b-a}{n}}\left({f(a)+f(b) \over 2}+\sum _{k=1}^{n-1}f\left(a+k{\frac {b-a}{n}}\right)\right)},
што такође можемо написати као:
{\displaystyle \int _{a}^{b}f(x)\,dx\approx {\frac {b-a}{2n}}\left(f(x_{0})+2f(x_{1})+2f(x_{2})+\dots +2f(x_{n-1})+f(x_{n})\right)}.
Када означимо број тачака са {\displaystyle n}, a размак између њих са {\displaystyle h={\frac {b-a}{n}}}, онда је грешка сложеног трапезоидног правила:
{\displaystyle \left|E_{T}\right|\leq {(b-a) \over 12}h^{2}\max _{a\leq \xi \leq b}{\left|f''(\xi )\right|}}